# Helmut Perkuhn
Helmut Perkuhn (* 6. September 1925 in Wehlau, Ostpreußen; † 13. September 2006) war ein deutscher Eishockeyspieler, -schiedsrichter und -funktionär. Er wurde in die Hockey Hall of Fame Deutschland aufgenommen, war ab 1988 zudem Ehrenmitglied des Deutschen Eishockey-Bundes und ab 1990 Ehrenmitglied des Deutschen Eissport-Verbands.
Perkuhn spielte bis 1943 bei seinem Heimatverein Sportgemeinschaft Wehlau Eishockey. Er wurde in die Wehrmacht eingezogen und auf dem Fliegerhorst Flensburg-Weiche stationiert. In englischer Kriegsgefangenschaft lernte er Eishockeyspieler der Düsseldorfer EG kennen. Nach Entlassung aus der Gefangenschaft 1949 schloss er sich der Düsseldorfer EG an. Mit der DEG wurde er 1950 Meister der Landesliga Nordrhein-Westfalen und gewann 1950/51 die Nord-Gruppe der Oberliga, damals höchste Spielklasse.
Nach Ende seiner Spielerkarriere 1952 war Perkuhn als Schiedsrichter tätig. 1954 erhielt er die internationale Lizenz und war jüngster Schiedsrichter der Weltmeisterschaft 1955. Er leitete 675 Oberliga- bzw. Bundesliga-Spiele sowie 89 Länderspiele, unter anderem bei den Olympischen Winterspielen 1968.
Bei Gründung des Deutschen Eishockey-Bundes 1963 wurde er erster Jugendobmann des Verbands. Das Amt hatte er bis 1988 inne. Ende der 1970er fungierte er als Trainer und Team-Manager der deutschen U20-Nationalmannschaft.
Beruflich war Perkuhn beim Landratsamt Wehlau bzw. beim Regierungspräsidenten in Düsseldorf tätig.